# Heteronyx grandis
Heteronyx grandis är en skalbaggsart som beskrevs av Blackburn 1900. Heteronyx grandis ingår i släktet Heteronyx och familjen Melolonthidae. Inga underarter finns listade i Catalogue of Life.